# Bugasong
Bugasong é um município de  terceira classe de renda municipal (d) na província Antique, nas Filipinas. De acordo com o censo de 1 de maio  de  2020 possui uma população de 34 676 pessoas e 8 172 domicílios.